# Montussan
Montussan ist eine französische Gemeinde mit 3.506 Einwohnern (Stand: 1. Januar 2022) im Département Gironde in der Region Nouvelle-Aquitaine. Die Gemeinde liegt im  Arrondissement Bordeaux und gehört zum Kanton Lormont. Die Einwohner werden Montussanais und Montussanaises genannt.

## Geographie
Montussan liegt etwa zwölf Kilometer nordöstlich von Bordeaux. An der östlichen Gemeindegrenze verläuft das Flüsschen Laurence. Umgeben wird Montussan von den Nachbargemeinden Saint-Loubès im Norden, Saint-Sulpice-et-Cameyrac im Nordosten, Beychac-et-Caillau im Osten und Südosten, Pompignac im Süden sowie Yvrac im Westen.
Durch die Gemeinde führt die Autoroute A89.

## Bevölkerungsentwicklung
| 1962                       | 1968 | 1975 | 1982 | 1990 | 1999 | 2006 | 2017 |
| -------------------------- | ---- | ---- | ---- | ---- | ---- | ---- | ---- |
| 991                        | 1024 | 1233 | 1727 | 1903 | 2207 | 2577 | 3212 |
| Quellen: Cassini und INSEE |      |      |      |      |      |      |      |

## Sehenswürdigkeiten
- Schloss Fonchereau aus dem 17. Jahrhundert
- Kirche von Montussan (siehe auch: Liste der Monuments historiques in Montussan)

## Gemeindepartnerschaft
Mit der spanischen Gemeinde San Vicente de la Sonsierra (La Rioja) besteht seit 1990 eine Partnerschaft.